# 닥터 봉
《닥터 봉》은 1995년에 개봉한 대한민국의 로맨스 코미디 영화이다.

## 캐스팅
- 한석규 : 봉준수 역
- 김혜수 : 황여진 역
- 최정: 봉훈 역
- 이나리 : 강지나 역
- 류태호 : 태호 역
- 유오성 : 온달 역
- 이하얀 : 보라 역
- 우윤경 : 수진 역
- 이주현 : 주현 역
- 김선화 : 호정 역
- 박미연 : 간호사 역
- 사현진 : 여가수 역
- 이경희 : 지나엄마 역
- 안현정 : 엘리베이터여자 역
- 박성혜 : 치과소녀 역
- 박미애 : 리라 역

## 수상
- 1995년 제6회 춘사영화상
  - 신인남우상 - 한석규
- 1995년 제16회 청룡영화상
  - 한국영화최다관객상
  - 여우주연상 - 김혜수
- 1996년 제19회 황금촬영상
  - 신인감독상 - 이광훈
- 제32회 백상예술대상
  - 영화부문 남자신인연기상 - 한석규